# Siret (Suceava)
Siret (in tedesco Sereth, in ucraino Серет?, in polacco Seret, in yiddish סירט‎?) è una città della Romania di 9 411 abitanti, ubicata nel distretto di Suceava, nella regione storica della Bucovina. 
Fanno parte dell'area amministrativa anche le località di Mănăstioara e Pădureni (Moldavia).
Siret è uno dei principali posti di confine, sia stradale che ferroviario, della Romania con l'Ucraina; in particolare la stazione ferroviaria di confine è una delle poche del Paese dotata di attrezzature che consentono la variazione dello scartamento e quindi il passaggio dallo scartamento standard delle ferrovie romene e quello più ampio delle ferrovie ucraine senza necessità di trasbordo.

## Storia
A Siret è ancora conservato uno dei più antichi insediamenti della Bucovina che risalgono al Neolitico e alla cultura di Cucuteni-Trypillia.
Nel periodo 1211-1225, su una collina nei pressi di Siret, fu costruita una fortezza dai Cavalieri Teutonici. La città e il castello teutonico furono distrutti  nel 1241  nel corso dell'invasione mongola della Russia. Siret viene menzionata per la prima volta nei documenti storici nel 1334.  Siret è stata la capitale del Principato di Moldavia dal 1343 al 1388 e sede di diocesi cattolica dal 1371 al 1434.
Siret è menzionata come città russa in Valacchia nell'elenco delle città russe (1370-1390).
Dopo l'occupazione da parte dell'esercito imperiale russo nel 1770, Siret e la Bucovina caddero sotto il dominio della Monarchia asburgica (poi Impero austro-ungarico) dal 1775 al 1918; dal 1918 incorporata nel Regno di Romania. Durante la seconda guerra mondiale, Siret fu occupata il 3 aprile 1944 dall'Armata Rossa nel corso dell'offensiva Dnepr-Carpazi.
Nel 2022 in conseguenza dell'invasione dell'Ucraina da parte delle Forze armate russe, Siret diventa uno dei centri di primo accoglimento dei profughi ucraini.